# Partecipanti all'Amstel Gold Race 2021
Elenco dei partecipanti all'Amstel Gold Race 2021.
L'Amstel Gold Race 2021 è stata la cinquantacinquesima edizione della corsa. Alla competizione presero parte 25 squadre: le 19 con licenza UCI World Tour 2021 e 6 UCI ProTeam.
Ciascuna delle squadre è composta da sette ciclisti, per un totale di 175 accreditati alla partenza.

## Corridori per squadra
Nota: R ritirato, NP non partito, FT fuori tempo, SQ squalificato
| Deceuninck-Quick Step    | Deceuninck-Quick Step    | Deceuninck-Quick Step    | Jumbo-Visma                        | Jumbo-Visma                        | Jumbo-Visma                        | Ineos Grenadiers    | Ineos Grenadiers     | Ineos Grenadiers    |
| ------------------------ | ------------------------ | ------------------------ | ---------------------------------- | ---------------------------------- | ---------------------------------- | ------------------- | -------------------- | ------------------- |
| N°                       | Ciclista                 | Clas.                    | N°                                 | Ciclista                           | Clas.                              | N°                  | Ciclista             | Clas.               |
| 1                        | Julian Alaphilippe       | 6°                       | 11                                 | Primož Roglič                      | 69°                                | 21                  | Michał Kwiatkowski   | 8°                  |
| 2                        | Mattia Cattaneo          | 111°                     | 12                                 | Sam Oomen                          | 91°                                | 22                  | Dylan van Baarle     | 62°                 |
| 3                        | Rémi Cavagna             | 70°                      | 13                                 | Wout Van Aert                      | 1°                                 | 23                  | Thomas Pidcock       | 2°                  |
| 4                        | Mauri Vansevenant        | 67°                      | 14                                 | Lennard Hofstede                   | R                                  | 24                  | Richard Carapaz      | 28°                 |
| 5                        | Ian Garrison             | R                        | 15                                 | Paul Martens                       | R                                  | 25                  | Michał Gołaś         | 107°                |
| 6                        | Florian Sénéchal         | 110°                     | 16                                 | Robert Gesink                      | 92°                                | 26                  | Eddie Dunbar         | 108°                |
| 7                        | Pieter Serry             | 75°                      | 17                                 | Jonas Vingegaard                   | 114°                               | 27                  | Luke Rowe            | R                   |
| Trek-Segafredo           | Trek-Segafredo           | Trek-Segafredo           | AG2R Citroën Team                  | AG2R Citroën Team                  | AG2R Citroën Team                  | Bora-Hansgrohe      | Bora-Hansgrohe       | Bora-Hansgrohe      |
| N°                       | Ciclista                 | Clas.                    | N°                                 | Ciclista                           | Clas.                              | N°                  | Ciclista             | Clas.               |
| 31                       | Bauke Mollema            | 64°                      | 41                                 | Greg Van Avermaet                  | 26°                                | 51                  | Max Schachmann       | 3°                  |
| 32                       | Jasper Stuyven           | R                        | 42                                 | Bob Jungels                        | R                                  | 52                  | Wilco Kelderman      | 37°                 |
| 33                       | Nicola Conci             | 53°                      | 43                                 | Aurélien Paret-Peintre             | 18°                                | 53                  | Ide Schelling        | 56°                 |
| 34                       | Edward Theuns            | 40°                      | 44                                 | Michael Schär                      | 83°                                | 54                  | Cesare Benedetti     | 118°                |
| 35                       | Julien Bernard           | 78°                      | 45                                 | Stan Dewulf                        | 74°                                | 55                  | Patrick Gamper       | 123°                |
| 36                       | Toms Skujiņš             | 86°                      | 46                                 | Dorian Godon                       | 45°                                | 56                  | Patrick Konrad       | 14°                 |
| 37                       | Alexander Kamp           | R                        | 47                                 | Clément Venturini                  | 22°                                | 57                  | Marcus Burghardt     | 84°                 |
| Team Qhubeka Assos       | Team Qhubeka Assos       | Team Qhubeka Assos       | Israel Start-Up Nation             | Israel Start-Up Nation             | Israel Start-Up Nation             | Groupama-FDJ        | Groupama-FDJ         | Groupama-FDJ        |
| N°                       | Ciclista                 | Clas.                    | N°                                 | Ciclista                           | Clas.                              | N°                  | Ciclista             | Clas.               |
| 61                       | Simon Clarke             | 55°                      | 71                                 | Michael Woods                      | 32°                                | 81                  | David Gaudu          | 34°                 |
| 62                       | Michael Gogl             | 51°                      | 72                                 | Daryl Impey                        | 21°                                | 82                  | Rudy Molard          | 23°                 |
| 63                       | Sander Armée             | R                        | 73                                 | Jenthe Biermans                    | R                                  | 83                  | Fabian Lienhard      | R                   |
| 64                       | Sean Bennett             | R                        | 74                                 | Hugo Hofstetter                    | 109°                               | 84                  | Matthieu Ladagnous   | 85°                 |
| 65                       | Sergio Henao             | 30°                      | 75                                 | Guillaume Boivin                   | R                                  | 85                  | Valentin Madouas     | 27°                 |
| 66                       | Bert-Jan Lindeman        | 89°                      | 76                                 | Krists Neilands                    | 36°                                | 86                  | William Bonnet       | R                   |
| 67                       | Robert Power             | 121°                     | 77                                 | Reto Hollenstein                   | R                                  | 87                  | Romain Seigle        | R                   |
| Lotto Soudal             | Lotto Soudal             | Lotto Soudal             | Bahrain Victorious                 | Bahrain Victorious                 | Bahrain Victorious                 | Team BikeExchange   | Team BikeExchange    | Team BikeExchange   |
| N°                       | Ciclista                 | Clas.                    | N°                                 | Ciclista                           | Clas.                              | N°                  | Ciclista             | Clas.               |
| 91                       | Tim Wellens              | 29°                      | 101                                | Wout Poels                         | 58°                                | 111                 | Michael Matthews     | 4°                  |
| 92                       | Sylvain Moniquet         | R                        | 102                                | Sonny Colbrelli                    | 72°                                | 112                 | Chris Juul Jensen    | 120°                |
| 93                       | Brent Van Moer           | R                        | 103                                | Heinrich Haussler                  | R                                  | 113                 | Esteban Chaves       | 65°                 |
| 94                       | Tomasz Marczyński        | R                        | 104                                | Jan Tratnik                        | 47°                                | 114                 | Luka Mezgec          | 96°                 |
| 95                       | Stefano Oldani           | 41°                      | 105                                | Matej Mohorič                      | 9°                                 | 115                 | Jack Bauer           | 82°                 |
| 96                       | Tosh Van Der Sande       | 10°                      | 106                                | Stephen Williams                   | 116°                               | 116                 | Dion Smith           | 49°                 |
| 97                       | Sébastien Grignard       | 104°                     | 107                                | Dylan Teuns                        | 33°                                | 117                 | Robert Stannard      | 92°                 |
| EF Education-Nippo       | EF Education-Nippo       | EF Education-Nippo       | Intermarché-Wanty-Gobert Matériaux | Intermarché-Wanty-Gobert Matériaux | Intermarché-Wanty-Gobert Matériaux | Astana-Premier Tech | Astana-Premier Tech  | Astana-Premier Tech |
| N°                       | Ciclista                 | Clas.                    | N°                                 | Ciclista                           | Clas.                              | N°                  | Ciclista             | Clas.               |
| 121                      | Michael Valgren          | 13°                      | 131                                | Jan Bakelants                      | 63°                                | 141                 | Jakob Fuglsang       | 38°                 |
| 122                      | Lawson Craddock          | R                        | 132                                | Aimé De Gendt                      | R                                  | 142                 | Aleksej Lucenko      | 31°                 |
| 123                      | Sergio Higuita           | 24°                      | 133                                | Quinten Hermans                    | 20°                                | 143                 | Alex Aranburu        | 11°                 |
| 124                      | Magnus Cort Nielsen      | 39°                      | 134                                | Maurits Lammertink                 | 113°                               | 144                 | Omar Fraile          | 57°                 |
| 125                      | Alex Howes               | 87°                      | 135                                | Lorenzo Rota                       | 44°                                | 145                 | Hugo Houle           | R                   |
| 126                      | Simon Carr               | 59°                      | 136                                | Kévin Van Melsen                   | R                                  | 146                 | Samuele Battistella  | R                   |
| 127                      | Daniel Arroyave          | R                        | 137                                | Loïc Vliegen                       | 103°                               | 147                 | Stefan de Bod        | R                   |
| Cofidis                  | Cofidis                  | Cofidis                  | Movistar Team                      | Movistar Team                      | Movistar Team                      | Team DSM            | Team DSM             | Team DSM            |
| N°                       | Ciclista                 | Clas.                    | N°                                 | Ciclista                           | Clas.                              | N°                  | Ciclista             | Clas.               |
| 151                      | Fernando Barceló         | 43°                      | 161                                | Alejandro Valverde                 | 5°                                 | 171                 | Tiesj Benoot         | 15°                 |
| 152                      | Nicolas Edet             | R                        | 162                                | Jorge Arcas                        | R                                  | 172                 | Chad Haga            | R                   |
| 153                      | Rubén Fernández          | R                        | 163                                | Johan Jacobs                       | R                                  | 173                 | Nico Denz            | R                   |
| 154                      | Simon Geschke            | 42°                      | 164                                | Lluís Mas                          | R                                  | 174                 | Mark Donovan         | 115°                |
| 155                      | Emmanuel Morin           | R                        | 165                                | Iván García Cortina                | R                                  | 175                 | Søren Kragh Andersen | R                   |
| 156                      | Guillaume Martin         | 16°                      | 166                                | Gonzalo Serrano                    | 94°                                | 176                 | Martijn Tusveld      | 93°                 |
| 157                      | Anthony Perez            | 61°                      | 167                                | Carlos Verona                      | 60°                                | 177                 | Kevin Vermaerke      | 73°                 |
| UAE Team Emirates        | UAE Team Emirates        | UAE Team Emirates        | Alpecin-Fenix                      | Alpecin-Fenix                      | Alpecin-Fenix                      | Team Arkéa-Samsic   | Team Arkéa-Samsic    | Team Arkéa-Samsic   |
| N°                       | Ciclista                 | Clas.                    | N°                                 | Ciclista                           | Clas.                              | N°                  | Ciclista             | Clas.               |
| 181                      | Matteo Trentin           | 12°                      | 191                                | Oscar Riesebeek                    | 98°                                | 201                 | Warren Barguil       | 25°                 |
| 182                      | Rui Costa                | 54°                      | 192                                | Floris De Tier                     | 48°                                | 202                 | Benjamin Declercq    | R                   |
| 183                      | Marc Hirschi             | 35°                      | 193                                | Xandro Meurisse                    | 100°                               | 203                 | Łukasz Owsian        | 106°                |
| 184                      | Ivo Oliveira             | R                        | 194                                | Philipp Walsleben                  | R                                  | 204                 | Amaury Capiot        | R                   |
| 185                      | Ryan Gibbons             | 71°                      | 195                                | Kristian Sbaragli                  | 7°                                 | 205                 | Christophe Noppe     | R                   |
| 186                      | Jan Polanc               | 52°                      | 196                                | Ben Tulett                         | 17°                                | 206                 | Laurent Pichon       | 76°                 |
| 187                      | Mikkel Bjerg             | 79°                      | 197                                | Jimmy Janssens                     | 66°                                | 207                 | Connor Swift         | 102°                |
| Sport Vlaanderen-Baloise | Sport Vlaanderen-Baloise | Sport Vlaanderen-Baloise | Bingoal Pauwels Sauces WB          | Bingoal Pauwels Sauces WB          | Bingoal Pauwels Sauces WB          | Gazprom-RusVelo     | Gazprom-RusVelo      | Gazprom-RusVelo     |
| N°                       | Ciclista                 | Clas.                    | N°                                 | Ciclista                           | Clas.                              | N°                  | Ciclista             | Clas.               |
| 211                      | Ruben Apers              | 80°                      | 221                                | Boris Vallée                       | R                                  | 231                 | Roman Kreuziger      | 81°                 |
| 212                      | Rune Herregodts          | 117°                     | 222                                | Arjen Livyns                       | R                                  | 232                 | Sergej Černeckij     | 90°                 |
| 213                      | Julian Mertens           | R                        | 223                                | Milan Menten                       | R                                  | 233                 | Marco Canola         | R                   |
| 214                      | Thomas Sprengers         | 95°                      | 224                                | Kenny Molly                        | 112°                               | 234                 | Dmitrij Strachov     | 50°                 |
| 215                      | Aaron Van Poucke         | 99°                      | 225                                | Luc Wirtgen                        | 46°                                | 235                 | Ivan Rovnyj          | 124°                |
| 216                      | Aaron Verwilst           | R                        | 226                                | Ludovic Robeet                     | R                                  | 236                 | Pëtr Rikunov         | R                   |
| 217                      | Jordi Warlop             | 97°                      | 227                                | Tom Wirtgen                        | 105°                               | 237                 | Simone Velasco       | 122°                |
| Uno-X Pro Cycling Team   |                          |                          |                                    |                                    |                                    |                     |                      |                     |
| N°                       | Ciclista                 | Clas.                    |                                    |                                    |                                    |                     |                      |                     |
| 241                      | Jonas Abrahamsen         | 68°                      |                                    |                                    |                                    |                     |                      |                     |
| 242                      | Iver Skaarseth           | R                        |                                    |                                    |                                    |                     |                      |                     |
| 243                      | Markus Hoelgaard         | 19°                      |                                    |                                    |                                    |                     |                      |                     |
| 244                      | Jonas Hvideberg          | 88°                      |                                    |                                    |                                    |                     |                      |                     |
| 245                      | Anders Skaarseth         | 77°                      |                                    |                                    |                                    |                     |                      |                     |
| 246                      | Martin Urianstad         | 119°                     |                                    |                                    |                                    |                     |                      |                     |
| 247                      | Syver Wærsted            | 101°                     |                                    |                                    |                                    |                     |                      |                     |